# HMS Scott (H131)
HMS Scott (H131) — глибоководне дослідницьке судно, є єдиним судном свого класу в складі Військово-морських сил Великої Британії. Воно стало третім кораблем з ім'ям «Scott» в складі Королівських кораблів ВМС і другим, яке названо в честь дослідника Антарктики Роберта Скотта. Після введення в експлуатацію судно HMS «Scott» (H131) замінило колишній дослідницький корабель HMS «Hecla» (A133), який в 1997 році був проданий приватним особам. На травень 2015 року є четвертим за величиною військовим кораблем Королівського військово-морського флоту. 

## Будівництво
Контракт на будівництво корабля HMS «Scott» (H131) для заміни HMS «Hecla» (A133) був підписаний з компанією BAeSEMA 20 січня 1995 року. Закладено на корабельні Appledore Shipbuilders в Північному Девоні. Спущений на воду 13 жовтня 1996 року. Хрещеною матір'ю стала  Каролін Портільо, дружина Майкла Портільо, який в цей час був  міністром оборони. Введено в експлуатацію 20 червня 1997 року. Корабель став найбільшим кораблем Королівських ВМС Гідрографічної ескадрильї, а також п'ятим за величиною в усьому флоті і найбільшим дослідницьким судном в Західній Європі. Порт приписки військово-морська база Девонпорт поблизу Плімута.

## Функції
Глибоководне дослідницьке судно HMS «Scott» (H131) надає допомогу в складанні глибоководних карт світових океанів для навігації кораблів Військово-морських сил Великої Британії, а також допомагає захищати міжнародні торговельні маршрути у Великій Британії. Завдяки системі ротації екіпажу, корабель знаходиться в морі до 300 днів на рік. 

## Служба
У лютому 2005 року провів обстеження зміни дна Індійського океану, що відбулися після землетрусу 2004 року.
З серпня 2008 по червень 2009 року перебував на переобладнанні в Портсмуті. 

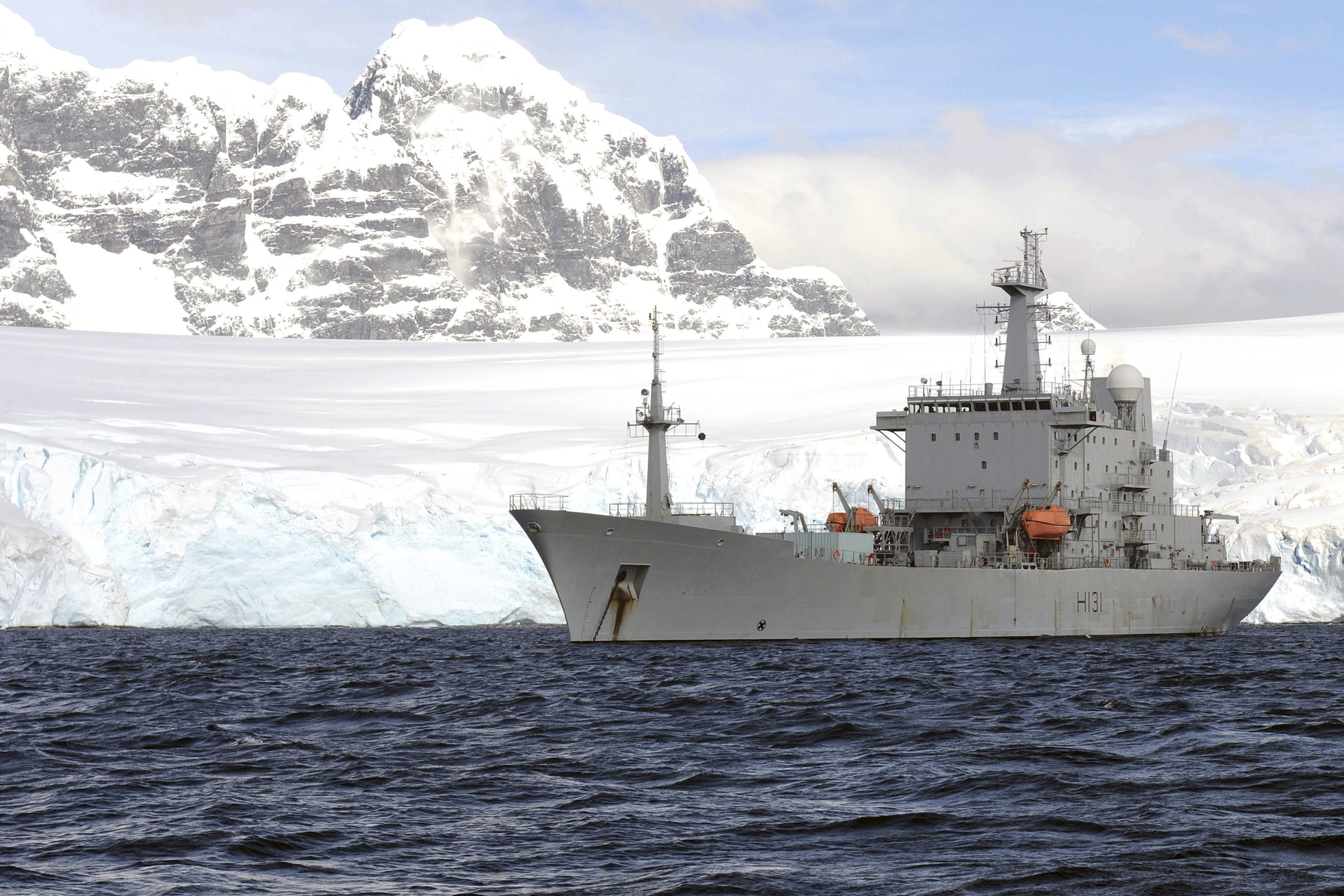
HMS Скотт на якорі біля Порт-Локрой в Антарктиці

У червні 2010 року відвідав місто Кардіфф і взяв участь в заходах, присвячених столітньому ювілею від дня від'їзду Роберта Скотта з Кардіффа 15 червня 2010 року на Південний полюс, який очолював експедицію «Терра Нова». 
У вересні 2011 року залишив Девонпорт для проведення глибоководної зйомки в Атлантичному океані, яка була завершена в кінці 2012 року.  З листопада 2013 по червень 2014 року на кораблі було проведено найбільший ремонт, який проводився в Девонпорті. Під час ремонтних робіт корпус корабля був оброблений нетоксичного протиобростаючою фарбою Hempasil X3, яка, як очікується, допоможе знизити витрату палива. 
У жовтні 2017 року Міністерство оборони заявило, що запланована дата виходу з експлуатації корабля - 2022 рік. 